# Fritz Langner
Fritz Langner (ur. 8 sierpnia 1912 we Wrocławiu, zm. 25 stycznia 1998 w Düren) – niemiecki piłkarz, a także trener.

## Kariera piłkarska
W swojej karierze Langner reprezentował barwy zespołów Vereinigte Breslauer Sportfreunde, Breslauer SpVg 02, Eckernförder SV, Itzehoer SV 09 oraz SC Concordia Hamburg.

## Kariera trenerska
Langner karierę szkoleniową rozpoczął w zespole Eckernförder SV. Następnie prowadził Concordię Hamburg z Oberligi, a także SG Düren 99 z 2. Oberligi. W 1955 roku wrócił do Oberligi jako szkoleniowiec Westfalii Herne, którą trenował przez siedem lat. W 1962 roku objął stanowisko trenera Borussii Mönchengladbach. W sezonie 1962/1963 prowadził ją w rozgrywkach Oberligi, a od kolejnego w nowo powstałej Bundeslidze. W kwietniu 1964 Langner przeszedł z Borussii do innego zespołu Bundesligi – FC Schalke 04 i prowadził do końca sezonu 1966/1967.
We wrześniu 1967 Langner został szkoleniowcem Werderu Brema, z którym w sezonie 1967/1968 wywalczył wicemistrzostwo RFN. Po sezonie 1968/1969 odszedł do TSV 1860 Monachium, także grającego w Bundeslidze. W listopadzie 1969 przestał jednak być jego szkoleniowcem.
W kolejnych latach Langner prowadził zespoły Regionalligi – Freiburger FC, VfL Osnabrück oraz 1. FC Nürnberg. W końcówce sezonu 1971/1972 wrócił do Werderu Brema w roli jego tymczasowego trenera i poprowadził go w czterech meczach Bundesligi. Następnie był szkoleniowcem SSV Hagen (Verbandsliga), SpVgg Erkenschwick (Regionalliga/2. Bundesliga) oraz po raz trzeci Werderu Brema (Bundesliga).